# Mousse T.
Mousse T. (artiestennaam van Mustafa Gündoğdu; Hagen, 2 oktober 1966) is een Duitse dj en muziekproducent van Turkse komaf. Hij is vooral bekend van zijn samenwerking met Tom Jones aan het lied "Sex Bomb", uitgebracht op het album Reload.

## Biografie
Mousse T. begon zijn carrière in 1990 als keyboardspeler van een kleine band genaamd Fun Key B. Hij was een van de eerste Duitse producenten van House, samen met Boris Dlugosch, DJ Tonka en Ian Pooley. Hij richtte zijn eigen opnamestudio op en trad op als dj in Hannover. Hij werkte zowel aan eigen producties, vaak geholpen door Errol Rennalls, als aan muziek voor andere artiesten. In 1993 richtte hij samen met Rennalls het platenlabel Peppermint Jam Records op, gespecialiseerd in House en acid jazz. Zijn eerste succes was de radioversie van het nummer Everybody Be Somebody van de Amerikaanse act Ruffneck featuring Yavahn.
In 1998 produceerde hij het lied "Horny", mede gezongen door Hot 'n' Juicy. Dit lied haalde eind jaren 90 de top van de Billboard dance charts  en de top 20 in het Verenigd Koninkrijk en Australië, In Nederland haalde het in de top 40 De 23e plaats. Zijn eerste album, Gourmet de Funk, kwam uit in 2001. In 2004 scoorde Mousse T. opnieuw een hit met de single "Is It 'Cos I'm Cool?", gezongen door Emma Lanford. In 2005 was hij ook de producer achter Nasty Girl van Inaya Day. 
In 2007 componeerde Mousse T. de muziek voor Marc Rothemund's film. Pornorama. Zijn muziek is internationaal te horen geweest in meerdere films en televisieseries.

## Discografie

### Albums
- 2002 Gourmet de Funk
- 2004 All Nite Madness
- 2004 Right About Now
- 2007 Re-orchestrated (iTunes only) (live-cd met het Deutsches Filmorchester Babelsberg/Scott Lawton, conductor)

### Singles
Mousse T.
De meeste nummers zijn samen gecomponeerd met Errol Rennalls
- 1994 "Mine", als Davey Dee & Mousse T.
- 1995 "EP", als Davey Dee & Mousse T.
- 1996 "Come and Get It"
- 1996 "Everybody"
- 1997 "Bad Boy/Horny"
- 1998 "Horny '98" (met  Hot 'n' Juicy) (Dancesmash op Radio 538)
- 1999 "Ooh Song"
- 2000 "Sex Bomb (met Tom Jones)
- 2002 "Fire" (met Emma Lanford)
- 2003 "Is It 'Cos I'm Cool?" (met Emma Lanford); UK #9
- 2003 "Brother on the Run"
- 2004 "Pop Muzak" (met Andrew Roachford)
- 2004 "Right About Now" (met Emma Lanford)
- 2005 "Wow" (met Emma Lanford )
- 2006 "Horny as a Dandy" (vs. Dandy Warhols, mash-up geproduceerd door Loo & Placido)
- 2009 "All Nite Long (D.I.S.C.O.)" (met Suzie)
- 2023 "Take It Back" (met Davie)

Afropeans
- 2000 "Pianolick"
- 2001 "No. 1"
- 2003 "Everybody/Fallin'"
- 2004 "Afropeans EP"
- 2004 "Better Things" (met Inaya Day)

Andere artiestennamen
- 1989 "Don't Stop", als Fresh & Fly (met Hans Hahn)
- 1991 "African Rhythm", als Fresh & Fly (met Ralf Droesemeyer and Jörg Rump)
- 1991 "Family of Music", als F.O.M. (met Ralf Droesemeyer)
- 1991 "C'mon Get Up", als F.O.M. (met Ralf Droesemeyer)
- 1995 "Mind Flavor EP", als Mind Flavour
- 1996 "Odyssey One", als 'Federation X (met Grant Nelson)
- 1996 "Keep Pushin'", als Booom! (met Boris Dlugosch en Inaya Day)
- 1997 "Hold Your Head Up High", als Booom! (met Boris Dlugosch en Inaya Day)
- 2001 "Miami Special", als Peppermint Jam Allstars (met Boris Dlugosch en Michi Lange)

(Co-)Producties voor andere artiesten
- 1991 Psyche – "Angel Lies Sleeping"
- 1992 Marc Davis – "Moviestar"
- 1995 Ve Ve – "We've Got Love"
- 1996 Raw Instinct – "De La Bass"
- 1997 Ferry Ultra feat. Roy Ayers – "Dangerous Vibes"
- 1997 Bootsy Collins feat. MC Lyte – "I'm Leavin U (Gotta Go, Gotta Go)"
- 1997 Byron Stingily – "Sing a Song"
- 1997 Randy Crawford – "Wishing on a Star"
- 1999 Cunnie Williams – "Saturday"
- 1999 Tom Jones – "Sex Bomb"
- 2000 Monie Love – "Slice of da Pie"
- 2001 Ann Nesby – "Love Is What We Need"
- 2002 No Angels – "Let's Go to Bed"
- 2004 Inaya Day – "Nasty Girl"
- 2007 Se:Sa feat. Sharon Phillips – "Like this Like that"

### NPO Radio 2 Top 2000
| Nummer met noteringen in de NPO Radio 2 Top 2000 | '06  | '07  | '08  | '09  | '10  | '11  | '12  | '13  |
| ------------------------------------------------ | ---- | ---- | ---- | ---- | ---- | ---- | ---- | ---- |
| Sex Bomb (met Tom Jones)                         | 1438 | 1651 | 1974 | 1676 | 1542 | 1856 | 1768 | 1928 |

1. ↑  Een vetgedrukt getal geeft de hoogste notering aan.
2. ↑  2006 was het eerste jaar met een notering voor dit nummer.
3. ↑  Deze tabel is bijgewerkt tot en met de laatste editie (2024).